# Politique intérieure
La politique intérieure désigne l'ensemble des décisions administratives prises en relation directe avec les problèmes et les activités d'une nation dans ses frontières.